# Sciaenops ocellatus
Sciaenops ocellatus is een straalvinnige vissensoort uit de familie van de ombervissen (Sciaenidae). De wetenschappelijke naam is gepubliceerd in 1766 door Linnaeus als Perca ocellata.